# Cleome hemsleyana
Cleome hemsleyana är en paradisblomsterväxtart som först beskrevs av Arthur Allman Bullock, och fick sitt nu gällande namn av Hugh Hellmut Iltis. Cleome hemsleyana ingår i släktet paradisblomstersläktet, och familjen paradisblomsterväxter. Inga underarter finns listade i Catalogue of Life.